# Derolathrus parvulus
Derolathrus parvulus é uma espécie de insetos coleópteros polífagos pertencente à família Jacobsoniidae.
A autoridade científica da espécie é Rucker, tendo sido descrita no ano de 1983.
Trata-se de uma espécie presente no território português.